# Doctrina
Una doctrina, a la societat occidental actual, és un conjunt coherent de posicions i instruccions basades en un sistema de creences o principis respecte a una matèria, sovint amb la pretensió de possessió de veritat general. És pròpia de maneres de fer d'algunes organitzacions, com empreses i alguns partits polítics, algunes religions i maneres de transmetre coneixements i valors, per exemple.
A nivell jurídic, tècnicament una doctrina és el conjunt d'opinions efectuades en la interpretació de les normes pels coneixedors del dret i forma part de les fonts del dret, encara que en un lloc molt secundari.

## Etimologia
El mot en català "doctrina" deriva del llatí doctrina, amb el mateix significat.

## Doctrines religioses

### Església Catòlica
Per a l'Església Catòlica, doctrina és tota veritat ensenyada per l'Església com necessària de creure. Satisfà un dels punts següents:
1. Va ser formalment revelada per Déu: Dogma (Ex.: la Presència Real Eucarística)
2. És una conclusió teològica (Ex.: la canonització d'un sant)
3. És part de la llei natural (Ex.: la pecaminositat dels anticonceptius).

En cada cas, la qual cosa ho constituïx doctrina és l'autoritat de l'Església que ho ensenya i ha de ser cregut. Esta ensenyança pot donar-se solemnement, per pronunciaments ex cathedra per part del papa, o bé pel magisteri ordinari: en l'exercici de l'Església de la seua autoritat peremnia per a ensenyar.

### Pensament oriental
A Orient es produeix un fenomen no gaire fàcil a resoldre amb la terminologia occidental habitual. L'hinduisme, el jainisme, el xintoisme, però sobretot el taoisme, el budisme o el ioga: són "religions"? o bé "filosofies"? o més aviat "tècniques" o "pràctiques"? Es tracta de moviments que presenten característiques o formes que permeten incloure'ls en totes aquestes definicions, sense poder tancar-los completament en cap d'aquestes.
A l'Índia, per exemple, hom utilitza la paraula "dharma" per a definir els diferents ensenyaments que, suposadament, revelen una veritat i ensenyen un sistema d'actes a practicar per a copsar i apropar-se d'aquesta veritat. A la Xina i al Japó, tao o Do signifiquen simultàniament "el Tot" i el "camí" per a arribar-hi. Per això, aquests conjunts de pensament es defineixen sovint simplement com a "ensenyaments" o "doctrines"; per exemple, a la Xina, el taoisme, el confucianisme i el budisme s'anomenen "les tres doctrines" (Enciclopèdia Argos, volum 10-29 "Filosofia y religión", capítol 275); sense que aquestes darreres impliquin, en principi, cap obligació de creença o de comportament. És corrent, als països orientals, que un mateix individu practiqui alhora ritus pertanyents a diverses confessions o "doctrines".

## Doctrina a l'educació
La doctrina i l'adoctrinament han adquirit noves connotacions durant el segle xxi quan s'usa relativa a l'educació. En l'educació actual, a la societat occidental, teòricament es busca que la persona a educar romanga el més externament possible als coneixements proposats mentre que en l'adoctrinament roman dins del cos de coneixements o creences i absorbeix les seues ensenyances. Per exemple, estudiar teologia pot considerar-se com un procés d'adoctrinament, mentre que l'equivalent educatiu no adoctrinal seria permetre que l'infant desenvolupi la seva pròpia curiositat pel món exterior.
Doctrina de la neurona, de Santiago Ramón y Cajal, va romandre com a tal durant molts anys, i encara ocupa moltes pàgines en llibres d'anatomia com el Testut francés.

## Doctrines militars
- La guerra rellamp (blitzkrieg) en la Segona Guerra Mundial
- Doctrina de la destrucció mútua assegurada, dels temps de la Guerra Freda.

## Doctrines polítiques
- La Doctrina Monroe promulgada en 1823 en resposta a l'amenaça que suposava la restauració monàrquica a Europa i la Santa Aliança.
- La Doctrina Truman de la necessitat la lluita en tot l'escenari mundial contra el comunisme.
- La Doctrina Bréjnev de la "sobirania limitada" dels estats socialistes.
- La doctrina conservadora social progressista del moviment Federal Republicà (Veneçuela).